# Flughafen Labasa

i8
i11
i13

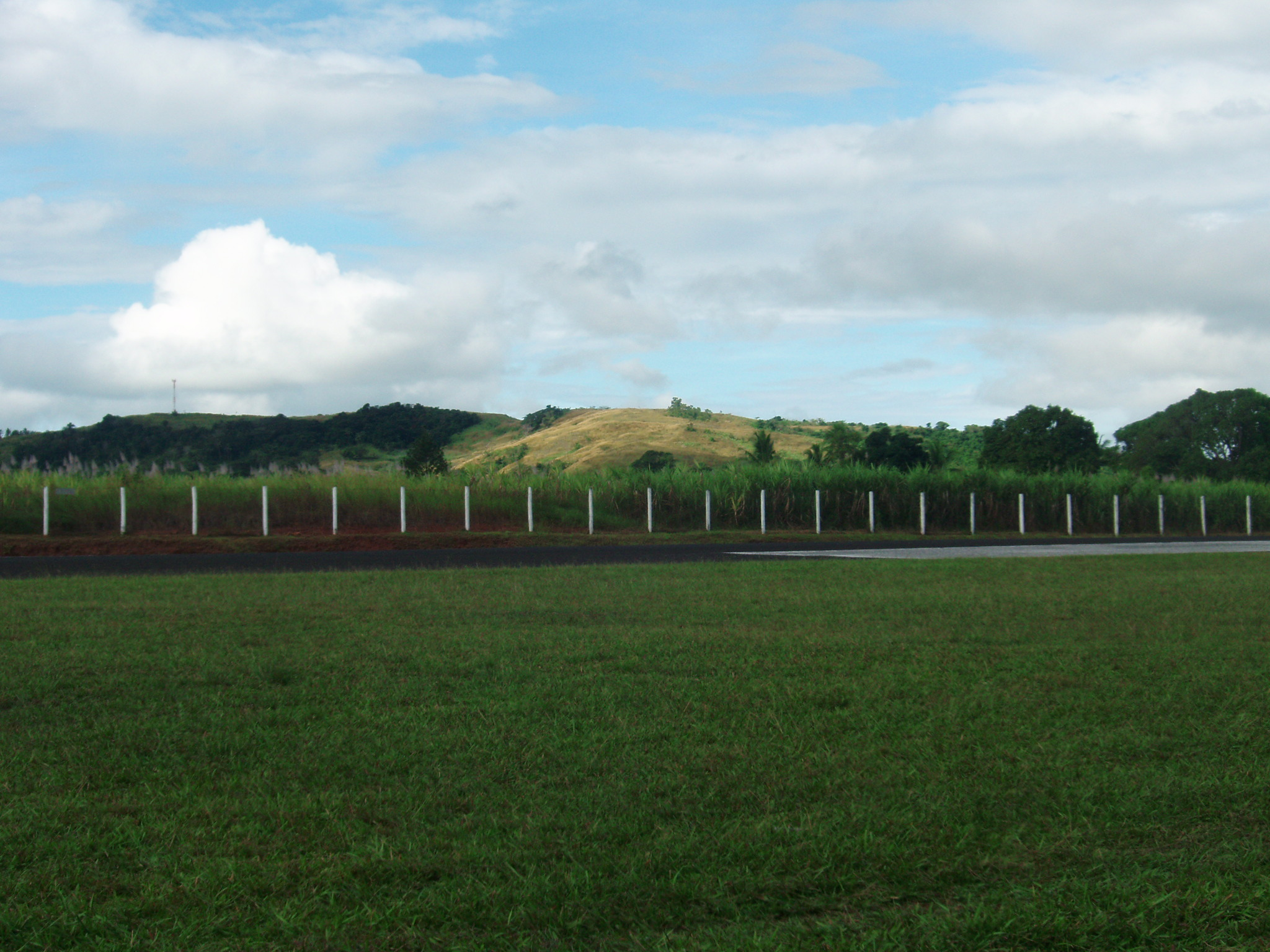
Labasa Airport

Labasa Airport (IATA-Code: LBS, ICAO-Code: NFNL) ist ein Flughafen auf Vanua Levu in Fidschi nahe der Ortschaft Labasa in der Provinz Macuata im nordöstlichen Inselteil.

## Landebahn
Der Flughafen hat eine Asphalt-Landebahn mit einer Länge von 1073 Metern und Breite von 30 Metern und befindet sich 13 Metern über Meeresniveau.

## Fluglinien und Ziele
- Fiji Link nach Nadi und Nausori
- Northern Air nach Nadi und Nausori